# 1185

## Събития
- 26 октомври – избухва въстанието на Асен и Петър

## Починали
- Ибн Туфайл, арабски философ
- 6 декември – Афонсу I, крал на Португалия